# Гомановская траектория

Гомановская траектория перехода (жёлтый) с низкой круговой орбиты (зелёный) на более высокую круговую орбиту (красный). Δv и Δv — первое и второе включения двигателя на разгон.

Го́мановская траекто́рия в небесной механике — эллиптическая орбита, используемая для перехода между двумя другими орбитами, обычно находящимися в одной плоскости. В простейшем случае она пересекает эти две орбиты в апоцентре и перицентре. Орбитальный манёвр для перехода включает в себя два импульса работы двигателя на разгон — для входа на гомановскую траекторию и для схода с неё. Названа в честь немецкого учёного Вальтера Гомана, в 1925 году описавшего её в своей книге. На Гомана оказал большое влияние писатель-фантаст Курд Лассвиц своей книгой 1897 года «На двух планетах». Эту же траекторию предложили независимо советские учёные Владимир Ветчинкин и Фридрих Цандер.
Гомановская траектория теоретически рассчитывается для двух импульсных (условно мгновенных) приращений скорости. Однако, поскольку время работы двигателя, нужное для набора соответствующего приращения скорости, отличается от нуля, а импульс должен быть как можно более коротким, требуется применять двигатели с большой тягой. Если же космический аппарат оснащён только двигателями малой тяги, то выполнение перехода по гомановской траектории потребует нескольких включений двигателя, что резко снизит энергетическую выгоду перехода по такой траектории (нужное приращение скорости составит до 141 % от двухимпульсного манёвра).
Для гомановской траектории угловая дальность (угол между лучами, проведёнными из точки O в начальную и конечную точки траектории) равна 180°. Если она меньше 180°, траектория называется траекторией первого полувитка, или типа 1, а если больше — траекторией второго полувитка, или типа 2.
Гомановские орбиты являются наиболее экономичными двухимпульсными манёврами по затратам топлива, но при этом не обеспечивают минимального времени перелёта. Меньшее время возможно при совершении энергозатратного гиперболического перелёта.
При некоторых соотношениях параметров между начальной и конечной орбитами (большие полуоси различаются в 12 или более раз) существует слегка более экономичный по затратам топлива (на доли процентов бюджета Δv), трёхимпульсный орбитальный манёвр, в ходе которого последовательно используются две эллиптические переходные орбиты. Однако данный манёвр является значительно более длительным и для получения значимой экономии требует на два порядка больше времени, чем гомановская траектория (например, несколько тысяч лет при полётах от Земли к внешним планетам, по сравнению с десятками лет для гомановской орбиты).

## Расчёт
Расчёт необходимых приращений скорости можно произвести двумя путями: задавшись отношением радиусов конечной и исходной орбит или задавшись орбитальными скоростями исходной и конечной орбит. Второй путь проще, если заведомо известны орбитальные скорости орбит.
Если известно соотношение радиусов орбит {\displaystyle {\bar {r}}={\frac {r_{2}}{r_{1}}}} и орбитальная скорость исходной орбиты {\displaystyle V_{1}}, то приращения скоростей равны
{\displaystyle \Delta V=V_{1}\left({\sqrt {\frac {2{\bar {r}}}{{\bar {r}}+1}}}-1\right),}
{\displaystyle \Delta V'=V_{1}{\frac {1}{\sqrt {\bar {r}}}}\left(1-{\sqrt {\frac {2}{{\bar {r}}+1}}}\right).}
Если известны орбитальные скорости исходной {\displaystyle V_{1}} и конечной {\displaystyle V_{2}} орбит, то приращения скоростей высчитываются следующим образом:
{\displaystyle {\bar {V}}_{p}={\sqrt {\frac {V_{1}^{2}+V_{2}^{2}}{2}}},}
{\displaystyle \Delta V=V_{1}\left({\frac {V_{1}}{{\bar {V}}_{p}}}-1\right),}
{\displaystyle \Delta V'=V_{2}\left(1-{\frac {V_{2}}{{\bar {V}}_{p}}}\right).}
Приведённые зависимости справедливы только для круговых исходных и конечных орбит и верны как при переходе с низкой орбиты на высокую, так и при переходе с высокой на низкую. Во втором случае приращения получаются отрицательные, что означает, что аппарат необходимо затормозить на полученную величину.
Суммарное приращение, необходимое для перехода с орбиты на орбиту, можно представить в виде
{\displaystyle \Delta V_{\Sigma }=\Delta V+\Delta V'=V_{1}f({\bar {r}}),}
где функция {\displaystyle f({\bar {r}})} представляет собой коэффициент суммарного приращения, которая зависит от соотношения радиусов орбит. Анализ её показывает следующие интересные вещи. Во-первых, суммарное приращение всегда меньше разности орбитальных скоростей конечной и исходной орбит. При этом разница в данных величинах увеличивается с ростом коэффициента {\displaystyle {\bar {r}}}. Во-вторых, данная функция имеет максимум при {\displaystyle {\bar {r}}\approx 15{,}582}. Значение функции в этой точке равно {\displaystyle f(15{,}582)=0{,}536258}. Это означает, что самым энергозатратным переходом будет переход с низкой орбиты на высокую, высота которой в 15,582 раза больше низкой орбиты. Переход же на ещё более высокую орбиту (как и на более низкую) будет менее затратным. При устремлении же {\displaystyle {\bar {r}}} к бесконечности, то есть при наборе второй космической скорости в данной точке, значение функции равно {\displaystyle \lim _{{\bar {r}}\to \infty }f({\bar {r}})={\sqrt {2}}-1\approx 0{,}41421}. Связано это с тем, что первый импульс {\displaystyle \Delta V} хотя и монотонно увеличивается до значения {\displaystyle V_{1}({\sqrt {2}}-1)} с возрастанием высоты конечной орбиты, но с некоторого момента начинает падать до нуля необходимый уровень второго импульса {\displaystyle \Delta V'}, что в свою очередь связано с уменьшением до нуля орбитальной скорости конечной орбиты. При переходе же с высокой орбиты на низкую такой эффект не наблюдается. В этом случае функция монотонно убывает до бесконечности. Однако, если взять некие две орбиты, суммарные приращения скоростей равны как при ускорении и переходе с низкой орбиты на высокую, так и при торможении и переходе с высокой орбиты на низкую.